# Senna intermedia
Senna intermedia är en ärtväxtart som först beskrevs av Sharma, Vivek. och N.C. Rathakrishnan, och fick sitt nu gällande namn av Vijendra Singh. Senna intermedia ingår i släktet sennor, och familjen ärtväxter. Inga underarter finns listade i Catalogue of Life.